# پیتزو کاستلو
پیتزو کاستلو (به لاتین: Pizzo Castello) یک کوه در سوئیس است که در کانتون تیچینو واقع شده‌است. پیتزو کاستلو ۲٬۸۰۸ متر بالاتر از سطح دریا واقع شده‌است.